# Physical (TV-serie)
Physical är en amerikansk komedi- och dramaserie vars första säsong hade premiär den 18 juni 2021. Första säsongen bestod av tio avsnitt. Den tredje och sista säsongen hade premiär den 2 augusti 2023 och består av 10 avsnitt. Serien skapad av Annie Weisman som även medverkat i skrivande av seriens manus.

## Handling
Serien utspelar sig i 1980-talets San Diego och kretsar kring den uttråkade hemmafrun Sheila Rubin vars liv förändras den dag hon upptäcker aerobics.

## Rollista i urval
- Rose Byrne - Sheila Rubin
- Rory Scovel - Danny Rubin
- Paul Sparks - John Breem
- Della Saba - Bunny Kazam
- Lou Taylor Pucci - Tyler
- Dierdre Friel - Greta Hauser
- Geoffrey Arend - Jerry Goldman
- Ashley Liao - Simone
- Ian Gomez - Ernie Hauser
- Erin Pineda - Maria Breem
- Grace Kelly Quigley - Maya Rubin
- Wallace Langham - Auggie Cartwright
- Murray Bartlett - Vinnie Green
- Anna Gunn - Marika Green
- Tawny Newsome - Wanda
- Donny Divanian - Kevin Cartwright
- Emjay Anthony - Zeke Breem